# Файзиева, Дильбар Мухамеджановна
Дильбар Мухамеджановна Файзиева (род. 20 октября 1989, Ташкент, Узбекская ССР) — журналист, радио- и телеведущая, автор.

## Биография
Дильбар Файзиева родилась в 1989 году в Ташкенте в семье музыкантов и музыковедов. У Дильбар двое старших братьев. В 2006 году окончила специализированную школу французского языка № 51. Ещё в школьные годы участвовала в создании детской передачи на радио «Узбекистан».
Родители хотели для Дильбар медицинской карьеры, но после школы она поступила на факультет журналистики Национального Университета Узбекистана имени Мирзо Улугбека (2006—2010 гг. бакалавриат; 2010—2012 гг. магистратура). В университетские годы она работала на ташкентском телевидении: вела вечерние новости и была корреспондентом утренней программы. Также она была автором и ведущей нескольких программ на ташкентской популярной радиостанции FM101.
В 2012 году Файзиева стала участницей образовательный программы Межгосударственного фонда гуманитарного сотрудничества и поступила на Международную магистерскую программу «Цифровые медиа в межкультурных коммуникациях» факультета журналистики МГУ (2012—2014 гг.) и при выпуске защитила магистерскую диссертацию на тему «Формирование политического имиджа Узбекистана в национальных и зарубежных СМИ». Там же в МГУ в 2019 году Файзиева окончила аспирантуру и защитила научную работу на тему «Профессиональные приемы и творческие практики ведущих прямого эфира на телевидении (на примере программы „Доброе утро“ на Первом канале».
В конце 2012 года Файзиева начала вести новости экономики на телеканале «МИР». В 2013 году была ведущей программы «Новости Содружества» и стала лицом нового информационного канала «МИР-24». Одновременно некоторое время вела программу «Вести Содружества» на телеканале «Россия-24».
В 2014 году стала ведущей телепередачи «Доброе утро» на Первом канале. В 2015 и 2017 годах в составе ведущих «Доброго утра» получала главную телевизионную премию России ТЭФИ.
В 2018 году Дильбар Файзиева вошла в состав Экспертного совета «Buyuk Kelajak» и принимала участие в разработке и подготовке предложений для руководства страны по долгосрочной модели развития Узбекистана до 2035 года.
В июле 2019 года Дильбар Файзиева стала лицом Wella Professionals в России. Телеведущую причисляют к самым красивым женщинам на экране и называют одной из самых известных за пределами страны представителей Узбекистана.
В октябре 2019 года Дильбар Файзиева сообщила о своём решении уйти с «Первого канала». Позже она объяснила свой шаг эмоциональным и профессиональным выгоранием из-за постоянных ночных и ранних утренних эфиров в течение пяти лет.
В 2020 году переехала в Нидерланды, в Гаагу. Там она занялась медиа-исследованиями, а также начала курсы телеведущих и преподавать мастерство публичных выступлений.

## Публикации
Книги:
В 2021 году вышла книга Файзиевой «Enter-навык. Как достигать большего, убеждая словом», посвященная коммуникациям и ораторскому искусству.
В интервью Файзиева сообщала, что работает над англоязычной книгой, которая будет посвящена узбекской национальной кухне.
Научные статьи:
- Гавра Д. П., Файзиева Д. М. Трансформация утренних телешоу в условиях пандемии коронавируса: структурные изменения в эфире программы «Live with Kelly and Ryan» на американском телеканале ABC // Медиаскоп. — М.: МГУ, 2020. — Вып. 3. — doi:10.30547/mediascope.3.2020.7.
- Файзиева Д. М. Специфика работы ведущего в утреннем прямом телеэфире (на примере программы «Доброе утро» на «Первом канале») // МедиаАльманах. — М., 2021. — doi:10.30547/mediaalmanah.1.2021.6370.